# Louis Reich
Louis Reich, né Louis, Jean-Jacques, Théodore Reich à Ballenstedt (Duché d'Anhalt-Bernbourg) en mars 1842 et mort à Gassin le 20 juin 1903 (Var), est un ingénieur agronome et viticulteur français.
Il a dirigé les domaines de l'Armellière et du Bourrian où il a expérimenté diverses méthodes dans la lutte contre les maladies de la vigne notamment le phylloxéra et l'anthracnose. Il développe la technique de la submersion, l'introduction des vignes américaines et l'utilisation du sulfate de fer qui aideront à faire disparaître la maladie.

## Biographie

### Études
Louis Reich fait des études à l'Institut agronomique de Halle-sur-Saale, qu'il achève avec le titre d'ingénieur agricole. Alors qu'il a 24 ans, une société anglaise le choisit pour la réalisation de parcs et de lotissements au Cap d'Antibes. Il se fixe alors en France.

### Direction du domaine de l'Armellière
Il dirige ensuite le domaine du château de l'Armellière en Camargue, à Arles. La propriété, qui s'étend autour d'un château du XVIIe siècle, est alors détenue par P. E. Vautier. La culture de la vigne y est alors abandonnée depuis 12 ans après la destruction du vignoble à cause de la maladie ; il relance la production viticole en utilisant la technique de la submersion.
Louis Reich réalise d'importants travaux : défrichements de terres incultes en sols imprégnés de sels marins, réalisation de cultures de riz, de fourrages et de céréales. Malgré la crise du phylloxéra qui perdure, il redéploie le domaine vers la production viticole en utilisant diverses techniques notamment la submersion et l'utilisation de vignes américaines. Il organise à l'Armellière la venue de nombreux spécialistes en 1878. Il possédait d'autres activités agricoles, notamment pour le fourrage, annonçant des rendements importants grâce à l'irrigation.
Louis Reich devient un spécialiste de ces vignes et le promoteur de leur diffusion via sa participation à des revues et en développant une pépinière de vignes américaines, diffusant plants racinés et boutures.
Son action en général fait qu'il est considéré comme ayant participé à l'émergence d'un nouveau modèle économique en Camargue.
Il est naturalisé français durant cette expérience.

### Les terres de Faraman
De 1886 à 1897, il dirige pour la société Pechiney la transformation et la mise en valeur des terres de Faraman, toujours en Camargue. Il y crée un vignoble submergé et des prairies sur 200 hectares, ainsi que des pêcheries. Il est alors directeur des vignobles de la société des produits chimiques d'Alais et de la Camargue.

### Direction du domaine du Bourrian
Contraint pour des raisons de santé à quitter la Camargue pour une région plus accueillante. L'industriel marseillais Gustave Deiss cherche alors une personne pour diriger les 70 hectares de vignoble du domaine du Bourrian à Gassin dans le golfe de Saint-Tropez. Il s'y installe pour toujours.
Louis Reich y réalise une cave tournée vers une production de qualité en lien avec un nouvel encépagement du domaine. Les locaux sont également destinés à réaliser la vente directe au consommateur.

### Assassinat
Louis Reich meurt assassiné au domaine du Bourrian en 1903. Le meurtrier, un Italien du nom de Joseph Giordano, lui porte plusieurs coups de couteau.  L’acte aurait été motivé par une vengeance à la suite du licenciement de deux compatriotes précédemment. Une autre source avance que le meurtrier, sans travailler sur le domaine, y était hébergé avec les ouvriers et détournait ceux-ci de leur travail. L'ingénieur agronome laisse une femme et quatre jeunes enfants.
Louis Reich est inhumé dans le cimetière de la commune le 22 juin 1903.
Son meurtrier, échappant à la peine de mort, écope d'une peine de travaux forcés à perpétuité.

## Techniques de culture
[à développer]

### La remise à flot du domaine de l'Armellière par la submersion
Après les premières expériences de Louis Faucon, Louis Reich développa la technique de la submersion des vignes contre le phylloxéra. La crise du phylloxéra, insecte venu d'Amérique, a commencé en 1864 en Europe avec le commencement de la destruction des vignobles à grande échelle. La méthode de la submersion est reprise par Louis Reich, qui la met en place au domaine de l'Armellière dès la recréation du vignoble. Ce dernier est en effet abandonné depuis 12 ans quand Louis Reich le relance. La technique est efficace et permet la renaissance du vignoble, au coût du submersion allant jusqu'à 60 jours. L'objectif est de noyer les insectes et détruire les œufs,.
Sa pratique le fit surnommer« le grand submersionniste de Camargue ». Ses travaux ont été repris dans plusieurs régions de France et en Suisse, même si la technique reste difficile à utiliser dans les zones ne pouvant être irriguées.

### Vigne américaine
La méthode de la submersion est efficace mais limitée. Au contraire, l'introduction de la vigne américaine a été déterminante. Elle est à l'origine de la méthode toujours utilisée aujourd'hui dans la lutte contre le phylloxéra : l'utilisation des vignes américaines comme porte-greffe. Louis Reich réalise des tests et constate notamment que, confronté au choix entre une vigne française et une vigne américaine, le phylloxéra s'attaque à la vigne française. Il développe alors une production intense de vignes américaines au sein d'une pépinière et en vend des plants racinés et des boutures.

### L'introduction du sulfate de fer
Il a été l'un précurseur de l'introduction en France du traitement des vignes avec des solutions de sulfate de fer dans la lutte contre l'anthracnose.

### L'expérimentation du «salt bush» en Camargue
Dans le but de développer des plantes adaptées aux milieux arides, il participe à la tentative d'introduction de plantes australiennes appelées salt bush (buissons salés) en 1882 au domaine de Faraman. C'est l'un des quatre espaces testés en France. L'implantation est un succès et les moutons mangent facilement ces plantes, notamment les cotton bush et le lignum. Contrairement aux essais dans d'autres lieux, Louis Reich poursuit l'expérience durant une dizaine d'années, sur des espaces importants. L'expérience s'acheva néanmoins devant le constat que les plantes endémiques, comme les enganes possèdent de meilleures qualités,.

## Journaliste et propagandiste
Louis Reich collaborait régulièrement aux revues agricoles telles que La Vigne américaine : sa culture, son avenir en Europe, dont il était l'un des principaux collaborateurs. Pour L'Ampélographie, il réalisa la description de plusieurs cépages provençaux (braquet blanc, braquet noir, colombaud, fuella, fuella à gros grains, fuella blanche, grec rouge, mourvaison, pecoui-touar (calitor), roussée, panea, ugni blanc, valentin),.
Il participe à des conférences, rencontres, exposés sur les thématiques des vignes américaines et de la submersion,,. Il intervient sur la question de la submersion lors du congrès international de viticulture de Lyon en 1880,.
Louis Reich fut le premier secrétaire de la Société des viticulteurs submersionnistes, créée en 1880.
Il était membre de l'association française pour l'avancement des sciences. Il était membre de l'association de vigilance des Bouches-du-Rhône et de la commission phylloxerique des Bouches-du-Rhône.

## Récompenses et distinctions
- Médaille d'or de la Société nationale d'agriculture, remise en 1883 en présence du ministre Jules Méline[33].
- Chevalier du mérite agricole, en 1889, pour ses 21 ans de services, pour la création des premiers domaines viticoles submergés en Camargue, sa participation comme juré de concours[34].

## Travaux
- « Le bourgeonnement et la maturité des vignes américaines dans la Camargue », La Vigne américaine : sa culture, son avenir en Europe, mai 1882.
- « Les effets du sulfate de fer contre les maladies cryptogamiques de la vigne, La Vigne américaine : sa culture, son avenir en Europe, août 1881.
- « Les vignes américaines en Camargue », La Vigne américaine : sa culture, son avenir en Europe, novembre 1879.
- « Les vignes américaines en Camargue », La Vigne américaine : sa culture, son avenir en Europe, février 1877.
- L. Reich, G. Bazille, J.-F. Robin, C. Ponsot, H. Bouchet, H. Sclafer, État des vignes américaines.
- « Vignes américaines : état des récoltes », La Vigne américaine : sa culture, son avenir en Europe, juin 1877.
- « Le rupestris du Lot I », La Vigne américaine : sa culture, son avenir en Europe.
- « Le rupestris du Lot II », La Vigne américaine : sa culture, son avenir en Europe, décembre 1896.
- « Le Guano du Pérou », Journal d'agriculture pratique, de jardinage et d'économie domestique, juillet 1874.
- « Le chaulage du blé », Journal d'agriculture pratique, de jardinage et d'économie domestique, juillet 1874.
- « Le bourgeonnement et la maturité des vignes américaines », Vigne américaine, 1882, n° 5, p. 150.
- « Les vignes américaines en Camargue », Vigne américaine, 1877, n° 2, p. 40; 1879, n° 11, p. 252.
- « Une visite à l'école d'agriculture de Montpellier », Journal d'agriculture pratique, de jardinage et d'économie domestique, janvier 1877.
- « La Camargue », Journal d'agriculture pratique, de jardinage et d'économie domestique, 25 janvier 1877, pp. 121 et sq, 1er février 1877, pp. 154 et sq, 8 février 1877, pp. 187 et sq.
- « Réunion de la société des viticulteurs submersionnistes », Journal d'agriculture pratique, de jardinage et d'économie domestique, janvier 1886.
- « Les vignes américaines », Journal d'agriculture pratique, de jardinage et d'économie domestique, janvier 1880.
- « Concours régional d'Avignon », Journal d'agriculture pratique, de jardinage et d'économie domestique, janvier 1875.

### En collaboration
- Louis Reich, E. Alazard,« La « Gommose » ou Maladie du Var, Revue de viticulture : organe de l'agriculture des régions viticoles.

### Traductions
- R. Goethe, « L'anthracnose », traduction de L. Reich, , La Vigne américaine : sa culture, son avenir en Europe, février 1879.
- R. Goethe, « L'anthracnose », traduction de L. Reich, , La Vigne américaine : sa culture, son avenir en Europe, avril 1879.
- R. Goethe, « Mittheilungen über den schwarzen Brenner und den Grind der Reben (Berlin und Leipzig) », 1878, traduction de L. Reich, in Vigne américaine, 1893.
- M. Schnorf, « Un remède radical contre l'Anthracnose », traduit par L. Reich in Vigne américaine, 1879, p. 100-101.

## Sources

#### Sur l'exemple de l'Armeillières
- L. Despetis, « Une visite à l'Armeillières (I) », La Vigne américaine : sa culture, son avenir en Europe, juin 1878, p. 141-144.
- L. Despetis, « Une visite à l'Armeillières (II) », La Vigne américaine : sa culture, son avenir en Europe, juillet 1878, p. 162-167.
- L. Despetis, « Une visite à l'Armeillières (III) », La Vigne américaine : sa culture, son avenir en Europe, août 1878, p. 185-192.